# Милан Давид Рашић
Милан Давид Рашић (3. фебруар 1818 – 6. фебруар 1875) је био српски књижевник и професор у Аустроугарској. Био је на Мајској скупштини и живео у Карловцима 1848. године. Један је од првих преводилаца књиге Гроф Монте Кристо на српски језик (1864. године у деловима), као и романа Чича Томина колиба књижевнице Харијете Бичер Стоу (1853. године). Негде се погрешно наводи да је био рођен 1825. године (попут читуље у Јавору и у мемоарима Јакова Игњатовића). Име му је било Давид, док је име Милан сам додао себи. Школовао су у Београду, Бечу, а био професор у Неготину и у Бугарској. Његов рођени брат звао се Михаило. Био је ожењен. Његова бака по мајци Ружа, била је сестра Коче Анђелковића.

## Дела
- Дух времена или Умотвори (1848, Штампарија Јерменског манастира, Беч, Аустрија)[2]
- Космајка или поглед на стање Књажевства Србие од Кочине крајине до наши времена (1852, Штампарија Јерменског манастира, Беч)[3]
- Федор и Марија - верност до смрти по Лафонетну (1852)
- УскликЪ, приликомЪ торжественног венчаня, нѣгове свѣтлости миропомазаног княза и господара Михаила МилошЪ Обреновића са сиятелномЪ графинЬомЪ ЮлианомЪ Хунядій, у капели императорско-русског' посланичества : о Иліину-дне 1853 године (1853)
- Излив чувства народа србског приликом венчања Франц Јозифа с Елисаветом  војвоткињом баварском у Бечу (1854)
- Сузе маике Србие на гробу љубимца свог, књаза србског Михаила М. Обреновића Трећег (1868)
- Химна народа србског у славу пресветле династије Обреновић (1869)
- Албум успомена за вечита времена - поезија (1872)[4]